# Kapamilya Channel
Kapamilya Channel (biết chữ 'Kênh gia đình', cách điệu như Kapamilya channel) là một mạng lưới truyền hình trả tiền của Philippines được sở hữu và vận hành bởi ABS-CBN Corporation. Mạng bắt đầu phát sóng vào ngày 13 tháng 6 năm 2020 lúc 5:30 sáng với Kapamilya Daily Mass là chương trình đầu tiên của họ. Mạng được thiết lập như là một sự thay thế của mạng ABS-CBN trên mặt đất chính đã ngừng các hoạt động phát sóng miễn phí theo yêu cầu của Ủy ban Viễn thông Quốc gia (NTC) vào ngày 5 tháng 5 năm 2020, do việc nhượng quyền lập pháp bị mất hiệu lực. Nó mang nhiều chương trình mà ABS-CBN đã phát sóng trước khi dừng.
Mạng được nhìn thấy thông qua hầu hết các nhà cung cấp cáp và vệ tinh được chọn là thành viên của Hiệp hội Truyền hình Cáp Philippines (PCTA), bao gồm Sky Cable và Sky Direct của ABS-CBN, nộp các bài tập kênh bỏ trống của mạng ABS-CBN trên mặt đất chính. Điều này cho phép Tập đoàn ABS-CBN tiếp tục sản xuất và phân phối nội dung trong khi kết quả của ứng dụng nhượng quyền thương mại quốc hội của họ vẫn đang chờ xử lý vì lệnh ngừng và hủy bỏ của NTC đối với ABS-CBN chỉ bao gồm Kênh 2 và các đài phát thanh và truyền hình miễn phí khác của nó. Mạng cũng phát trực tiếp và làm cho hầu hết các chương trình của nó có sẵn trên dịch vụ phát trực tuyến iWant. Mặc dù bản thân mạng chỉ có sẵn ở Philippines, nhưng hầu hết các chương trình địa phương đều có sẵn trên dịch vụ thuê bao quốc tế TFC của ABS-CBN.